# Рыжеватая аулия
Рыжеватая аулия (лат. Laniocera rufescens) — вид птиц из семейства титировых (Tityridae). Птицы обитают в субтропических и тропических низменных влажных лесах, на болотах, плавнях, топях, торфяниках, берегах рек, ручьёв и морских заливов, на высоте до 1000 метров над уровнем моря. Длина тела 20 см, масса около 48 грамм.

## Подвиды
Описано три подвида:
- Laniocera rufescens rufescens (Sclater, 1858) — от юго-восточной Мексики южнее до прибрежной Колумбии;
- Laniocera rufescens griseigula (Hartert, 1902) — северо-западная Колумбия (Кордоба, северная Антьокия, Сантандер);
- Laniocera rufescens tertia Meyer de Schauensee, 1950 — юго-западная Колумбия (Каука и запад Нариньо) и северо-западный Эквадор (Эсмеральдас, Пичинча).

## Описание
У рижеватых аулий округлая голова. Узкое жёлтое кольцо вокруг глаза. Верх красновато-коричневый, низ такого же цвета. У самцов на груди есть пучок желтых перьев. Rhytipterna holerythra имеет похожую окраску, но у последнего голова другой формы, клюв с более узким основанием. Ещё одна птица, с которой данный вид можно спутать, — Lipaugus unirufus, но у последней более широкий клюв и более однородная окраска.

## Питание
Рацион состоит в основном из насекомых и других членистоногих, мелких рептилий и фруктов.